# Tether

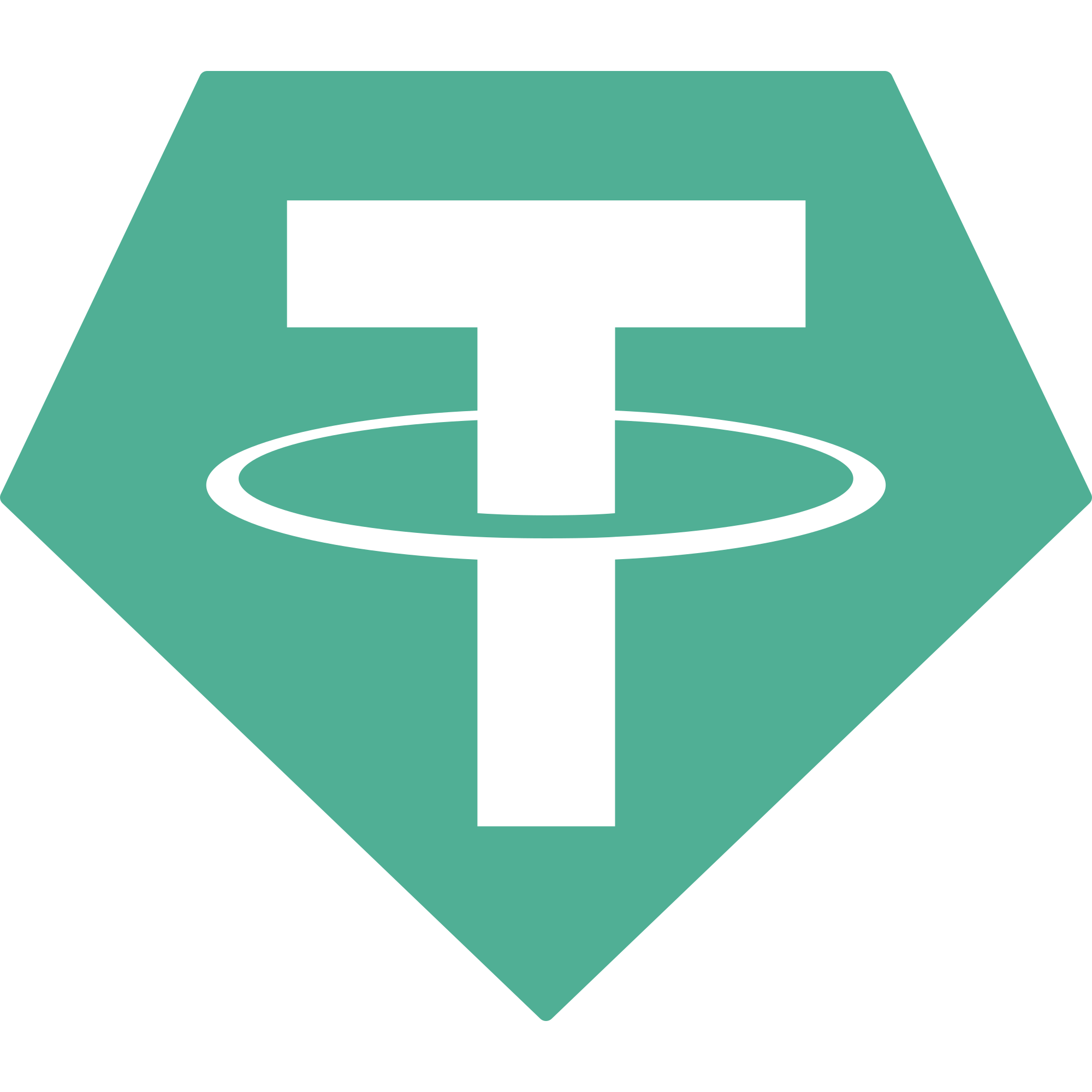
Logo kryptoměny Tether (USDT)

Tether je digitální měna často označovaná jako USDT. USDT je nejrozšířenější kryptoměna, která patří mezi tzv. stablecoiny. Stablecoiny jsou kryptoměny navržené tak, aby si udržovaly stabilní hodnotu prostřednictvím mechanismů zajištěných tradičními fiat měnami, jako jsou americký dolar (USD), australský dolar (AUD), kanadský dolar (CAD) nebo japonský jen (JPY).
Tether byl vytvořen společností Tether Limited s cílem propojit tradiční měny a blockchainová aktiva. Jeho klíčovou vlastností je vazba na americký dolar v poměru 1:1, což znamená, že každý vydaný token USDT by měl být kryt odpovídající hodnotou v amerických dolarech nebo jiných rezervních aktivech. V současnosti nejsou tokeny USDT plně kryty fiat měnami, ale různými aktivy, která společnost Tether Limited označuje jako rezervy. Tyto rezervy zahrnují nejen fiat měny, ale také dluhopisy, komodity a další finanční nástroje. Tether je často prezentován jako transparentní a stabilní prostředek pro převody peněz s nízkými poplatky. Díky své vazbě na fiat měny je využíván především k ochraně uživatelů před volatilními pohyby cen ostatních kryptoměn.

## Historie Tetheru
Tether byl poprvé spuštěn 6. října 2014 pod názvem Realcoin. Za vznikem kryptoměny stáli Brock Pierce, Reeve Collins a Craig Sellars, kteří ji postavili na protokolu Omni Layer Protocol. Tento protokol umožňuje vytvářet a obchodovat s digitálními aktivy a měnami pomocí chytrých kontraktů na blockchainu Bitcoinu. Dne 20. listopadu 2014 došlo k přejmenování tokenu Realcoin na Tether (USDT).
V lednu 2015 byla kryptoměna USDT poprvé uvedena na burzu Bitfinex, což výrazně přispělo k jejímu rozšíření. Objem transakcí s Tetherem na blockchainu Bitcoinu rychle rostl, přičemž transakce v USD byly zpracovávány prostřednictvím tchajwanských bank a dále přes Wells Fargo. Tento proces pokračoval až do roku 2017, kdy americké banky začaly blokovat mezinárodní převody Tetheru.
Nedostatečná transparentnost kolem rezerv kryjících Tether vedla v roce 2017 k pochybnostem o jeho stabilitě a k podezřením, zda je skutečně kryt fiat měnami. Tyto obavy posílily úniky informací z tzv. Paradise Papers, které naznačovaly možné neprůhledné praktiky spojené s Tetherem. V témže roce byly dočasně pozastaveny výběry USDT, což způsobilo volatilitu a zvýšené obavy uživatelů.
Mezi lety 2017 a 2018 vzrostlo množství USDT v oběhu z 10 milionů na téměř 2,8 miliardy dolarů. Kryptoměna Tether má za sebou kontroverzní historii, provázenou soudními spory a otázkami ohledně jeho krytí. Opakovaně se objevovaly pochybnosti, zda je měna USDT skutečně kryta americkými dolary. Nejvýznamnější skandál se týkal převodu 850 milionů dolarů z rezerv Tetheru na burzu Bitfinex, která tyto prostředky použila k pokrytí svých závazků. Z tohoto důvodu Tether zůstává na kryptoměnových trzích kontroverzním subjektem. Někteří uživatelé vyjadřují pochybnosti o jeho krytí a likviditě, což vede k častým spekulacím o jeho stabilitě.

## Struktura kryptoměny Tether
Tether je kryptoměna, která je navržena tak, aby byla stabilní a její hodnota byla vázána na fiat měny, jako je americký dolar. Tether využívá tři hlavní vrstvy, které zajišťují jeho fungování:
- Bitcoinový blockchain:
  - Tether používá Bitcoin jako základní vrstvu pro své transakce, které jsou zaznamenávány jako metadata v Bitcoinovém blockchainu prostřednictvím systému zvaného Omni.
- Protokol Omni Layer umožňuje:
  - Vytváření a zrušení digitálních tokenů, které jsou reprezentovány jako metadata vložená do Bitcoinového blockchainu.
  - Sledování a hlášení oběhu tokenů Tetheru pomocí nástrojů jako Omnichest.info a Omnicore API.
  - Umožňuje uživatelům provádět transakce a ukládat tokeny Tetheru v různých prostředích, včetně p2p (peer-to-peer) sítí, šifrovaných webových peněženek například Omni Wallet a vícepodpisových offline úložišť.
- Tether Limited je subjekt odpovědný za:
  - Přijímání vkladů ve fiat měnách a vydávání odpovídajících tokenů kryptoměny Tether.
  - Provádění výběrů fiat měn a zrušení odpovídajících tokenů kryptoměny Tether.
  - Uchovávání rezerv fiat měn, které kryjí všechny tokeny Tetheru v oběhu.
  - Veřejné publikování potvrzení o rezervách a provádění pravidelných auditů.
  - Integraci Tetheru s existujícími bitcoinovými peněženkami, burzami a obchodníky.

## Základní princip fungování kryptoměny Tether
Každý vydaný Tether by měl být kryt aktivy odpovídajícími hodnotě jednoho amerického dolaru. Původně byl Tether vydáván výhradně na blockchainu Bitcoinu prostřednictvím protokolu Omni Layer Protocol. Dnes je však dostupný na více blockchainových sítích, včetně Etherea, EOS, Tronu, Solany, Algorandu, Avalanche a dalších. Tyto sítě podporují chytré kontrakty a tokeny, přičemž jejich bezpečnost je zajišťována uzly a těžaři pomocí mechanismů jako proof-of-work (PoW) nebo proof-of-stake (PoS).
Platformy, na nichž je USDT vydáváno, pravidelně provádějí audity, aby zajistily aktuálnost kódu a bezpečnost systému. Společnost Tether Limited. také dbá na to, aby USDT zůstával kompatibilní s každou z těchto sítí.
Jednotka Tetheru může být po vydání používána stejně jako jiné digitální měny nebo tokeny v rámci blockchainu, na kterém byla vytvořena.
Tether využívá systém proof-of-reserves, což znamená, že v kterémkoli okamžiku by měly být jeho rezervy rovné nebo vyšší než celkový počet USDT v oběhu. Tyto rezervy lze ověřit prostřednictvím oficiální webové stránky společnosti Tether Limited.

## Vlastnosti a využití kryptoměny Tether
Tether je jednou z nejrozšířenějších a nejpoužívanějších stablecoin kryptoměn a dlouhodobě si udržuje významné postavení v ekosystému blockchainu. Navzdory opakovaným kontroverzím a podezřením je široce přijímán obchodníky a blockchainovými protokoly jako prostředek platby nebo směny. Také lze USDT použít k výměně za jiné měny. Někteří uživatelé jej využívají k půjčování, nákupu NFT nebo účasti na ICO[nepřesný odkaz]. Díky své flexibilitě je Tether široce použitelný v různých situacích.
Dále je USDT dostupný k obchodování na většině centralizovaných kryptoměnových burz, jako jsou Binance, KuCoin, Kraken[nepřesný odkaz] nebo Bybit. Díky své existenci na různých blockchainech, zejména na Ethereu jako ERC20 token, je USDT také široce využíván na decentralizovaných burzách, jako jsou Uniswap nebo Pancakeswap.
Díky svému krytí rezervami je USDT méně náchylný k tržním rizikům, která mohou postihovat jiné kryptoměny během neočekávaných událostí, jako jsou tzv. Black Swan situace. Stejně jako ostatní tokeny využívá USDT výhod blockchainových sítí, včetně peer-to-peer obchodování a bezpečnostních mechanismů jako PoW (Proof-of-Work) a PoS (Proof-of-Stake). Tyto vlastnosti činí Tether oblíbeným nástrojem pro využití mezi obchodníky i běžnými uživateli.

## Hodnota kryptoměny Tether
Hodnota Tetheru spočívá v jeho schopnosti poskytovat likviditu a ochranu proti volatilitě trhu. Cena USDT je navázána na americký dolar v poměru 1:1, což znamená, že její hodnota zůstává teoreticky stabilní. Tato stabilita je závislá na rezervách společnosti Tether Limited, které by měly odpovídat celkovému množství vydaných tokenů.
V současnosti je v oběhu přibližně 79 miliard tokenů USDT. Tento počet se může měnit v závislosti na poptávce a likviditě trhu.
Tokeny USDT lze zakoupit na sekundárních trzích nebo kryptoměnových burzách. USDT nepodporuje staking ani yield farming, a proto může být pouze zakoupen nebo vydán.

## Ukládání kryptoměny Tether
Kryptoměnu Tether lze ukládat jako ostatní kryptoměny do určitého typu peněženky nebo ji lze uchovávat na konkrétní kryptoměnové burze. Výběr peněženky závisí na účelu použití a množství tokenů, které mají být uchovávány.

### Hardwarové peněženky
Hardwarové peněženky jsou považovány za nejbezpečnější možnost pro offline uložení a zálohování. Mezi nejznámější hardwarové peněženky patří Ledger a Trezor, které podporují uložení USDT. Tyto peněženky mohou vyžadovat určité technické znalosti a jsou dražší, což je činí vhodnými spíše pro zkušenější uživatele, kteří ukládají větší množství tokenů USDT.

### Softwarové peněženky
Softwarové peněženky jsou obvykle zdarma a snadno použitelné. Lze je stáhnout jako aplikace pro chytré telefony nebo počítače. Existují dvě hlavní varianty:
- Schovatelské peněženky, kde poskytovatel služby spravuje a zálohuje soukromé klíče.
- Neschovatelské peněženky, které ukládají soukromé klíče přímo na zařízení uživatele.

Softwarové peněženky jsou snadné na použití, ale jsou považovány za méně bezpečné než hardwarové peněženky. Jsou vhodné pro ukládání menšího množství tokenů USDT.

### Online peněženky
Online peněženky mnohdy označované jako webové peněženky jsou zdarma a umožňují přístup z více zařízení přes webový prohlížeč. I když jsou snadno dostupné, mohou být méně bezpečné než hardwarové nebo softwarové peněženky, protože jsou závislé na platformě, která spravuje soukromé klíče uživatelů. Tyto peněženky jsou vhodné pro menší částky nebo pro zkušené obchodníky, kteří často provádějí transakce.

## Investice do stablecoinů a kryptoměny Tether
Stablecoiny, mezi které patří USDT jsou kryptoměny navržené tak, aby udržely stabilní hodnotu, obvykle v poměru 1:1 vůči americkému dolaru nebo jinému stabilnímu aktivu. Existují různé typy stablecoinů, včetně plně zajištěných fiat měnami, zajištěných kryptoměnami nebo částečně zajištěných.
Stablecoiny mohou sloužit jako alternativní prostředek směny v kryptoměnovém světě a obcházejí problémy, které mají některé kryptoburzy se získáváním bankovní licence pro obchodování s fiat měnami. Tento mechanismus stabilizace hodnoty je vhodný pro použití stablecoinů jako bezpečného uchovatele hodnoty, zejména během volatilit kryptoměn, jako je Bitcoin.
Další výhodou stablecoinů je jejich schopnost reagovat na tržní změny. Například jejich cena může být upravena na základě hodnoty komodit, jako je zlato. To umožňuje lepší předvídatelnost jejich hodnoty v porovnání s jinými volatilními aktivy.
Nezávislé audity stablecoinů jsou pravidelně prováděny, aby zajistily jejich stabilitu a transparentnost pro uživatele a investory. Stabilita stablecoinů může být také testována pomocí modelů volatility, které ukazují, že jejich volatilita je obvykle nižší než u jiných kryptoměn a blíží se volatilitě tradičních fiat měn a komodit, jako je zlato.

## Vliv stablecoinů na kryptotrhy a ostatní kryptoměny
Stablecoiny, jako je Tether, jsou kryptoměny, jejichž hodnota je vázána na fiat měny, například americký dolar. Jsou důležitou součástí kryptotrhů, protože umožňují snadné obchodování a převody mezi různými kryptoměnami. Často se však objevují informace o jejich vlivu na ceny ostatních kryptoaktiv, jako je Bitcoin (BTC), Ethereum (ETH) nebo XRP.
Zvýšené emise stablecoinů obvykle následují po růstu cen kryptoaktiv, což naznačuje, že spíše reagují na zvýšenou poptávku po kryptoměnách, než že by samy byly příčinou růstu cen. Stablecoiny tak mohou sloužit jako prostředek k přístupu na kryptotrhy, protože nabízejí možnost rychlých a relativně stabilních převodů digitálních hodnot.

### Vztah mezi stablecoiny a kryptoaktivy
Stablecoiny a další kryptoaktiva jsou navzájem propojené. Stablecoiny, jako je Tether, často reagují na vývoj cen ostatních kryptoměn a umožňují investorům přesouvat hodnotu mezi digitálními aktivy bez nutnosti konverze zpět na fiat měny. Jejich nabídka je dynamická a může rychle růst v reakci na zvýšenou aktivitu na kryptotrzích.

### Globální propojení a přelévání
Stablecoiny hrají klíčovou roli v kryptotrhové infrastruktuře. Jejich emise mohou probíhat skokově, tedy s delšími obdobími stabilního stavu, po nichž následují náhlé nárůsty, které často odpovídají zvýšené poptávce po digitálních aktivech. Tento mechanismus pomáhá kryptoměnovému ekosystému reagovat na změny na trhu, aniž by přímo ovlivňoval ceny ostatních kryptoaktiv.

## Kontroverze vlivu Tetheru na kryptoměnu Bitcoin
Tether (USDT) je kryptoměna navázana na hodnotu tradičních měn nebo aktiv. Cílem stablecoinů, včetně Tetheru, je minimalizovat cenové výkyvy, které jsou typické pro ostatní kryptoměny. Tether je jednou z nejpoužívanějších kryptoměn při obchodování s bitcoiny, avšak bývá často předmětem kontroverzí. Během postupného vývoje kryptoměny Tether vzniklo několik obav ohledně transparentnosti krytí této kryptoměny. Jednou z hlavních kritik je tvrzení, že nové tokeny Tetheru jsou vydávány bez dostatečných finančních rezerv. Toto podezření vyvolává otázky o potenciálním vlivu Tetheru na ceny bitcoinu a jeho roli při vytváření cenových bublin na trhu s kryptoměnami.
Analýzy transakční sítě Tetheru identifikovaly několik klíčových charakteristik, které jej odlišují od decentralizovaných kryptoměn, jako je například bitcoin:
- Absence vlastností tzv. malého světa:
  - V decentralizovaných sítích, jako je bitcoinová síť, existuje vlastnost tzv. "malého světa". To znamená, že většina uzlů (účastníků) je propojena prostřednictvím několika málo kroků, což přispívá k robustnosti a spolehlivosti systému. Síť Tetheru tuto vlastnost nevykazuje, což může být důsledkem její centralizované struktury.
- Chybějící stabilní vazby mezi uzly:
  - Transakční síť Tetheru nevykazuje tendenci k vytváření stabilních propojení mezi uzly s podobnými vlastnostmi.  To naznačuje, že vztahy v síti jsou spíše náhodné a méně předvídatelné, což může ovlivňovat celkovou stabilitu a strukturu sítě.
- Role burzy Bitfinex:
  - Kryptoměnová burza Bitfinex, která má úzké vlastnické a administrativní vazby na emitenta Tetheru, si dlouhodobě udržuje centrální pozici v síti. To posiluje domněnku, že Bitfinex hraje klíčovou roli při operacích s Tetherem a může ovlivňovat ceny bitcoinu.

Struktura transakční sítě Tetheru naznačuje, že se výrazně liší od decentralizovaných kryptoměn.